# Notsjön (Burträsks socken, Västerbotten)
Notsjön är en sjö i Skellefteå kommun i Västerbotten och ingår i Rickleåns huvudavrinningsområde. Sjön har en area på 0,189 kvadratkilometer och ligger 154,2 meter över havet.

## Delavrinningsområde
Notsjön ingår i det delavrinningsområde (715926-172612) som SMHI kallar för Utloppet av Göksjön. Medelhöjden är 158 meter över havet och ytan är 36,19 kvadratkilometer. Räknas de 31 avrinningsområdena uppströms in blir den ackumulerade arean 534,54 kvadratkilometer. Avrinningsområdets utflöde Rickleån mynnar i havet. Avrinningsområdet består mestadels av skog (45 procent), öppen mark (10 procent) och jordbruk (10 procent). Avrinningsområdet har 10,73 kvadratkilometer vattenytor vilket ger det en sjöprocent på 29,6 procent.